# Anciens arrondissements de Paris

Paris avant et après 1860. En rouge, les 12 arrondissements anciens et leurs quartiers. En gris, la limite à partir de 1860.

Les anciens arrondissements de Paris sont les douze arrondissements de la ville de Paris, depuis leur création en 1795 jusqu'à la réorganisation en vingt nouveaux arrondissements par la loi du 16 juin 1859.

## Historique
Par la loi du 27 juin 1790, la ville de Paris, alors limitée par le mur des Fermiers généraux, est divisée en quarante-huit sections révolutionnaires. Chacune possède son état civil et son juge de paix, est administrée par un maire, seize adjoints et trente conseillers.

Plan de Paris entre 1795 et 1860. La ville est divisée en 12 arrondissements.

Les arrondissements sont créés par la loi du 11 octobre 1795 (19 vendémiaire de l'an IV), en application de la Constitution du 5 fructidor an III (22 août 1795) adoptée par la Convention nationale. L'article 3 de la Constitution maintient le département de Paris mais en modifie le nom en « département de la Seine ». Son article 5 supprime les districts, dont celui de Paris, et crée des cantons. Enfin, son article 183 prévoit la division des communes « dont la population excède cent mille habitants [en] au moins trois administrations municipales [dont la population] n'excède pas cinquante mille habitants, et ne soit pas moindre de trente mille ».
Les arrondissements sont numérotés d'ouest en est et du nord au sud. Neuf occupent la Rive droite, trois la Rive gauche. Leur taille s'avère inégale. Hérité des anciennes paroisses, leur découpage tient de l'enchevêtrement, surtout au centre de la partie septentrionale. Les couleurs du plan ci-contre mettent en évidence ce manque de logique :
- les IIIe et Ve sont formés de deux sections discontinues se jouxtant par l'un des angles ;
- les IXe et XIe scindent l'île de la Cité ; le premier, à l'est, la rattache à la rive droite tandis que le second, à l'ouest, en fait une extension de la rive gauche.

La loi du 11 octobre 1795 dispose, dans son article 2, que « le territoire de la ci-devant commune de Paris, circonscrit dans les limites désignées par les lois des 21 mai, 27 juin et 19-23 octobre 1790, formera un canton ». Son article 3 prévoit qu' « il y aura dans le canton de Paris douze municipalités ». Son article 4 regroupe par quatre les quarante-huit sections révolutionnaires.

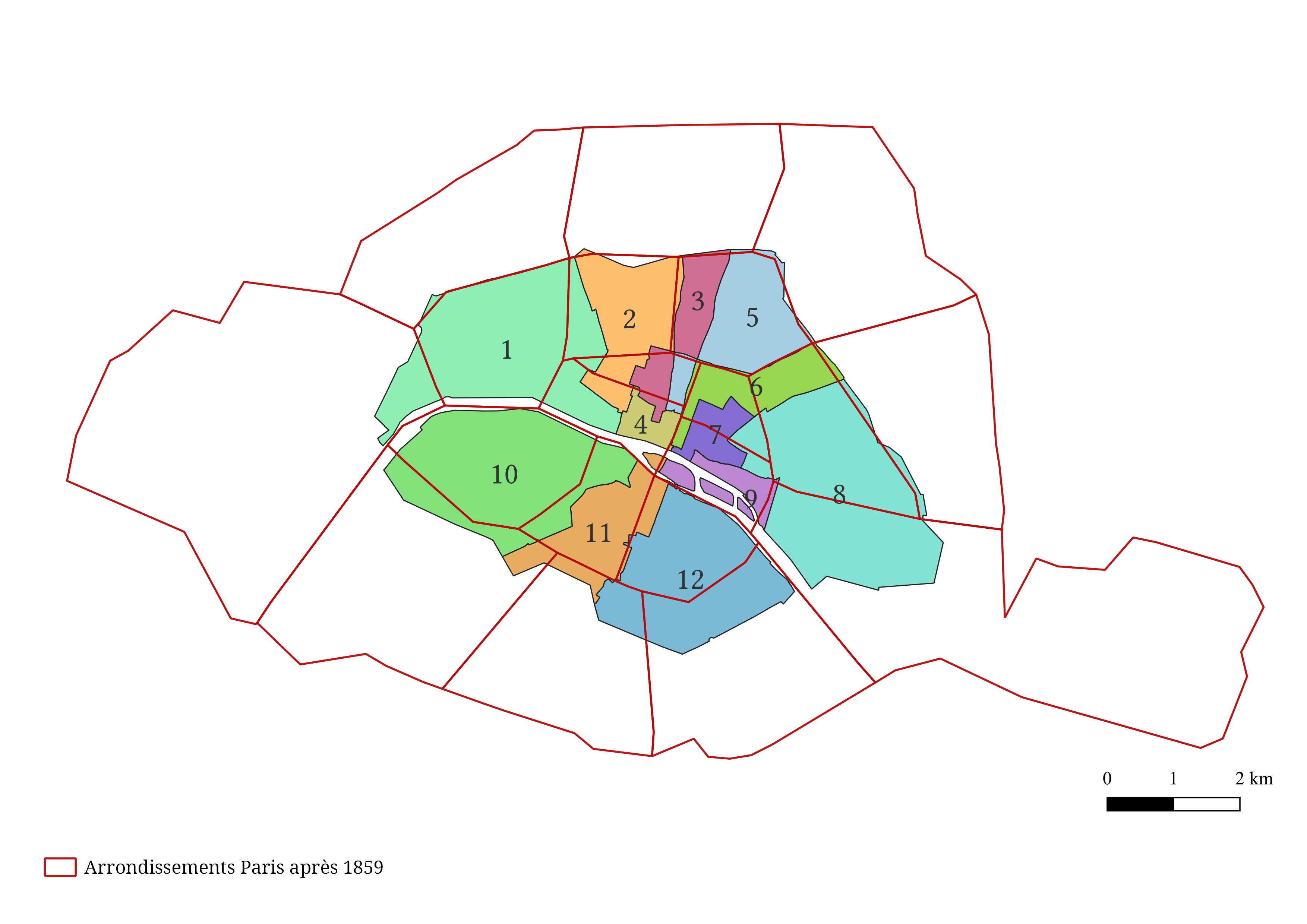
Superposition des anciens arrondissements avec les nouveaux (en rouge).

Un arrêté préfectoral du 10 mai 1811 remplace le terme de « section » par celui de « quartier » au sens étymologique du terme.
Du point de vue de la sécurité, avant 1850 la division de Paris correspond à celle des quartiers, dont chacun possède un commissariat de police. Mais comme il existe des différences considérables de population ou d'étendue entre les quartiers, certains commissaires sont bien plus chargés que d'autres. Cette situation critique détermine l'administration à modifier le découpage des quartiers pour le rendre à peu près égal,. Par décision du 27 décembre 1849 applicable au 1er avril 1850, le préfet de police divise Paris en quarante-huit sections correspondant aux quarante-huit commissariats de police. Les 3e, 4e, 7e et 9e arrondissements n'ont plus que trois sections ; les 6e, 10e, 11e et 12e arrondissements en comportent quatre ; les 1er, 2e, 5e et 8e arrondissements en comptent cinq.
En 1860, l'extension de Paris jusqu'à l'enceinte de Thiers donne lieu à un nouveau découpage en vingt arrondissements, dont la répartition diffère totalement de celle des douze anciens. Cette division est toujours en vigueur, à cette réserve que certains arrondissements ont été légèrement agrandis depuis, en même temps que Paris.

## Division en quartiers
| Arrondissements | Quartiers de 1811 à 1849                                                                       | Quartiers de 1850 à 1860                                                          |
| --------------- | ---------------------------------------------------------------------------------------------- | --------------------------------------------------------------------------------- |
| I               | - Tuileries (1) - Champs-Élysées (2) - Roule (3) - Place-Vendôme (4)                           | - Tuileries - Champs-Élysées - Roule - Madeleine - Élysée                         |
| II              | - Chaussée-d'Antin (5) - Palais-Royal (6) - Feydeau (7) - Faubourg-Montmartre (8)              | - Italiens - Palais-Royal - Opéra - Saint-Georges - Montholon                     |
| III             | - Faubourg-Poissonnière (9) - Saint-Eustache (10) - Montmartre (11) - Mail (12)                | - Hauteville - Saint-Eustache - Saint-Joseph                                      |
| IV              | - Saint-Honoré (13) - Louvre (14) - Marchés (15) - Banque-de-France (16)                       | - Louvre - Marchés - Banque                                                       |
| V               | - Bonne-Nouvelle (17) - Porte-Saint-Martin (18) - Faubourg-Saint-Denis (19) - Montorgueil (20) | - Bonne-Nouvelle - Faubourg-Saint-Martin - Saint-Laurent - Saint-Sauveur - Douane |
| VI              | - Temple (21) - Lombards (22) - Porte-Saint-Denis (23) - Saint-Martin-des-Champs (24)          | - Temple - Bourg-l'Abbé - Théâtres - Arts-et-Métiers                              |
| VII             | - Arcis (25) - Mont-de-Piété (26) - Sainte-Avoye (27) - Marché-Saint-Jean (28)                 | - Saint-Merri - Mont-de-Piété - Archives                                          |
| VIII            | - Quinze-Vingts (29) - Faubourg-Saint-Antoine (30) - Popincourt (31) - Marais (32)             | - Quinze-Vingts - Faubourg-Saint-Antoine - Popincourt - Marais - La Roquette      |
| IX              | - Cité (33) - Île-Saint-Louis (34) - Arsenal (35) - Hôtel-de-Ville (36)                        | - Les Îles - Arsenal - Hôtel-de-Ville                                             |
| X               | - Invalides (37) - Saint-Thomas-d'Aquin (38) - Monnaie (39) - Faubourg Saint-Germain (40)      | - Invalides - Babylone - Monnaie - Ministères                                     |
| XI              | - Luxembourg (41) - Palais-de-Justice (42) - École-de-Médecine (43) - Sorbonne (44)            | - Luxembourg - Palais-de-Justice - École-de-Médecine - Sorbonne                   |
| XII             | - Jardin-du-Roi (45) - Saint-Jacques (46) - Observatoire (47) - Saint-Marcel (48)              | - Jardin-des-Plantes - Place-Maubert - Observatoire - Saint-Marcel                |

### Plans de Paris, anciens arrondissements et quartiers
| Carte | Date      | Commentaire                                 |
| ----- | --------- | ------------------------------------------- |
|       | 1797      | Paris et ses faubourgs Douze municipalités. |
|       | 1814      | 12 arrondissements et 48 quartiers.         |
|       | 1843      | 12 arrondissements et 48 quartiers.         |
|       | 1795-1860 | 12 arrondissements et 48 quartiers.         |
|       | 1795-1860 | 12 arrondissements et 48 quartiers.         |

## 13earrondissementet culture populaire
En 1866, Pierre Larousse indique :

« Être marié au treizième arrondissement : se disait, lorsque Paris ne comptait que douze arrondissements, pour Vivre maritalement, sans être marié. Le marquis ne fut blâmé par personne de se marier au treizième arrondissement, avec une Béatrix d'occasion. »

— Balzac, Béatrix.
Conçu en 1859 par le baron Haussmann, le projet de nouveau découpage de la capitale reprend l'ancien principe de numérotation. Balayant la ville du nord au sud et d'ouest en est, il commence par la Rive droite, qui comporte douze nouveaux arrondissements, et se poursuit sur la Rive gauche par les huit restants. La circonscription occidentale englobant Passy et Auteuil doit donc recevoir le numéro 13, le faubourg Saint-Marcel fermant la liste avec le 20. Et là, le bât blesse car certains habitants influents de Passy s'offusquent, n'appréciant pas du tout qu'on les assimile à des personnes vivant en concubinage. Leur maire, Jean-Frédéric Possoz, prend en compte ces protestations. Il propose au préfet Haussmann de répartir les arrondissements selon une spirale partant du centre-ville, où se trouvent les bâtiments officiels[réf. souhaitée]. La distribution est revue en ce sens. C'est un secteur populaire et non revendicatif qui deviendra le treizième arrondissement, Passy et Auteuil formant le seizième.